# Brenny Evers
Brenny Evers (* 8. November 1978 in Veghel) ist ein ehemaliger niederländischer Fußballspieler. Er war Abwehrspieler.

## Karriere
Brenny Evers begann seine Karriere bei der PSV Eindhoven. Nach der Station Fortuna Sittard wechselte er 2000 zu dem Zweitligisten Helmond Sport.
Ein Jahr später wechselte er in die Abwehr des deutschen Vereins KFC Uerdingen 05, der damals in der Regionalliga spielte. Ab 2003 war er Stammspieler im Uerdinger Team.
Nachdem Uerdingen 2005 nach einem Lizenzentzug in die Oberliga absteigen musste, wechselte Evers ablösefrei zum Süd-Regionalligisten TuS Koblenz. Mit Koblenz stieg er 2006 in die 2. Bundesliga auf.
Am 25. Juli 2008 wurde der noch bis 30. Juni 2009 datierte Vertrag mit dem Niederländer in beiderseitigem Einvernehmen aufgelöst.
Zwischen 2008 und 2011 spielte er in der niederländischen Eerste Divisie für MVV Maastricht. Im Jahr 2011 wechselte er zum Amateurverein EVV Echt, wo er ein Jahr später seine Karriere beendete.

### Erfolge
- 2006 Aufstieg in die 2. Bundesliga mit TuS Koblenz